# Lekianoba

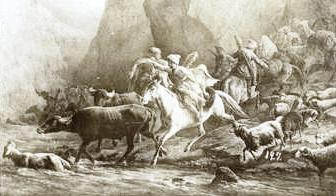
Retour de Dagestanis après un raid, années 1870

On appelle Lekianoba (en géorgien : ლეკიანობა) les raids effectués en Géorgie par des bandes issues du Daghestan, entre le XVIe et XIXe siècles. Le terme dérive de Leki, appellation géorgienne des peuples du Daghestan, complété d'un suffixe d'attribution –anoba.
Ces attaques commencèrent avec la désintégration du royaume de Géorgie, et le déclin des états qui lui succèdent, en partie sous la pression des Perses et des Ottomans. À la fin du XVIe siècle, le chah Abbas Ier attribua à ses alliés du Daguestan des territoires dans les marches de Géorgie, dans le royaume de Kakhétie ensuite appelé Saingilo : une telle distribution de terres ouvrait la porte à des invasions régulières.
Bien qu'à chaque fois d'une importance plutôt réduite, ces raids étaient assez fréquents pour produire des effets désastreux sur le pays, les maraudeurs enlevant des personnes et pillant les localités proches de la frontière. Ces raids prenaient parfois la forme d'une opération militaire impliquant quelques milliers d'hommes menés par un chef local du Daguestan, éventuellement assisté par des Perses ou des Ottomans. La Kakhétie et le Kartli sont les deux royaumes de l'est de la Géorgie qui en ont le plus souffert. Face à l'effet de surprise, les Géorgiens affaiblis par leurs querelles internes n'ont jamais réussi à construire un système de défense qui serait efficace. Pour compliquer les choses, des mercenaires du Daguestan étaient fréquemment employés par les factions rivales des princes et même du roi de Géorgie. 
Au début des années 1720, le roi Vakhtang VI s'efforça de contrer ces raids venus du Daguestan ; il s'appuya à cette fin sur le tsar Pierre Ier, décidant en 1722 de former une armée conjointe avec les Russes face au Daguestan et à l'empire perse. Mais le tsar conclut rapidement la paix avec les Perses et força Vakhtang à rappeler ses troupes. Peu après, sous la pression conjointe des empires ottoman et perse, la Géorgie perd son indépendance, laissant le champ libre de nouveau aux raids des tribus du Daguestan. En 1744, Teimouraz II et son fils, Erekle II, redonnent vie aux royaumes de Kartli et Kakhétie et s'allient pour contrer les assauts des maraudeurs du Daguestan. Entre 1750 et 1755, ils repoussent avec succès au moins trois grandes incursions menées par la kahn des Avars, Nursal Bek. En 1774, Erekle II crée un corps militaire spécial, sous le commandement de son fils Léon, chargé de la protection des populations contre ces raids. Malheureusement, du fait des problèmes internes au royaume, Erekle ne parvient pas à éliminer les menaces de ces montagnards du Caucase. A deux reprises, en 1785 et en 1787 le khan des Avars, Omar, attaque la Kakhétie, laissant les villages frontaliers en ruines. Ce n'est qu'après l'annexion de la Géorgie par la Russie, en 1801, que les raids du Daguestan vont réellement diminuer. 
Pendant les Guerres du Caucase, l'imam Shamil envahit les marches de Kakhétie en 1854, ce qui peut être considéré comme le dernier incident des Lekianoba.